# ALFA 40/60 GP
ALFA 40/60 GP або  ALFA GP (GP — Grand Prix) — перший робочий прототип перегонового автомобіля компанії Alfa Romeo, яка до 1918 року мала назву ALFA. Модель було виготовлено лише в одному примірнику у 1914 році і згодом модернізовано у 1921 році.

## Історична довідка
Цей робочий прототип було спроектовано італійським інженером Джузеппе Мерозі.
Модель стала першим в історії компанії Alfa Romeo автомобілем, оснащеним двигуном з газорозподільним механізмом системи DOHC. Чотирициліндровий двигун мав по 4 клапани на циліндр із взаємним розташуванням клапанів під прямим кутом та систему подвійного впорскування «twin spark». Слід зазначити, що переважно усі двигуни Alfa Romeo, оснащені системою DOHC, були спроектовані інженером-конструктором Вітторіо Яно, але перший такий двигун було створено для моделі ALFA GP за авторством Джузеппе Мерозі. Цей вид двигунів був новаторським для того часу, перший зразок з яких у  було розроблено і випробувано швейцарським інженером Ернестом Генрі на автомобілях компанії Peugeot всього лиш у 1912—1913 роках.
Що ж до автоперегонів, то у 1914 році модель GP було представлено для участі у Гран-прі Франції у тому ж році, але з невідомих причин дебют автомобіля не відбувся. Початок Першої світової війни призупинив на декілька років подальше доведення конструкції автомобіля. У 1921 році Джузеппе Кампарі взяв участь у Гран-прі Джентльменів у Брешії на модифікованому варіанті моделі «Grand Prix», але він зійшов з дистанції через пробитий радіатор.
Двигун «Grand Prix» мав робочий об'єм 4,5 л. (4490 см³) і розвивав потужність 88 к.с. (66 кВт) при 2950 об/хв, а після модернізації у 1921 році 102 к.с. (76 кВт) при 3000 об/хв. Максимальна швидкість цього автомобіля сягала 140—149 км/год (88-93 милі/год).
Дана модель була не одиничним прикладом до 1920-х років, коли віддавалась перевага двигунам типу DOHC. Наприклад, Alfa Romeo 6C також мала систему газорозподілу з двома розподільними валами.